# حمض إهليلج

حمض الإهليلج أو حمض الشبوليك (بالإنجليزية: Chebulagic acid)‏ هو تانين بنزوبيراني مضاد للأكسدة له العديد من الاستخدامات الممكنة في مجال الطب.
وجد أنه مثبط مناعي وحامي للكبد ومثبط قوي لإنزيم الفا جلوكوسيديز وهو إنزيم يتواجد في معدة الإنسان مهم في دراسات السكري.
ولقد ثبت نشاطه ضد العنقوديات الذهبية والمبيضات البيضاء 
يوجد الحمض في نباتي Terminalia citrina و الإهليلج.